# Aroazes
Aroazes este un oraș în Piauí (PI), Brazilia. 